# Kingsdown (Kent)
Kingsdown is een plaats aan het kanaal in het bestuurlijke gebied Dover, in het Engelse graafschap Kent. De plaats telt 1964 inwoners.